# Janez Boljka
Janez Boljka (geboren am 21. Juni 1931 in Subotica; gestorben am 20. August 2013 in Ljubljana) war ein slowenischer Bildhauer, Medailleur, Maler und Grafiker. Er schuf für Slowenien die von 1991 bis 2006 umlaufenden Münzen des slowenischen Tolar, nach Entwürfen von Miljenko Licul und Zvone Kosovelj, sowie die seit 2007 ausgegebenen slowenischen Euromünzen nach Entwürfen von Miljenko und Maja Licul.

## Leben und Werk

5 Cent, „Sämann“ von Ivan Grohar (seit 2007)

50 Cent, Berg Triglav und Sternbild des Krebses (seit 2007)

Der in Subotica geborene Janez Boljka zog nach dem Zweiten Weltkrieg mit seiner Familie nach Ljubljana. Dort studierte er an der Akademie für Bildende Künste der Universität Ljubljana bis zur Diplomprüfung im Jahr 1956 Kunst und Design. 1959 absolvierte er ein Aufbaustudium bei dem Bildhauer Karl Putrih und 1961 bei dem Grafiker Riku Debenjak. Nach ausgiebigen Reisen in Europa und Übersee lebte und arbeitete Boljka in Ljubljana. Dort befinden sich auch die meisten seiner Werke für den öffentlichen Raum. Janez Boljka war ein Neffe des slowenischen Malers Miha Maleš.
Boljka wurde besonders durch seine aus Stahlschrott und alten Waffen gefertigten Arbeiten bekannt. Darüber hinaus schuf er Skulpturen bildender Künstler und Tierskulpturen wie den Büffel am Eingang des Zoos von Ljubljana. Spätere figurale Arbeiten waren aus Bronze. Im Alter wandte sich Boljka stärker der Malerei zu. Viele Werke Boljkas werden in der Galerie im Kloster Kostanjevica in Kostanjevica na Krki gezeigt, einige wenige befinden sich im Arboretum des Schlosses Volčji Potok (Wolfsbüchel) bei Kamnik.
Als Medailleur führte Boljka die seit der Unabhängigkeit herausgegebenen Münzen des slowenischen Tolar aus, nach Entwürfen der Grafikdesigner Miljenko Licul und Zvone Kosovelj. Auch die Bildseiten der slowenischen Euromünzen, nach Entwürfen von Miljenko und Maja Licul, wurden von Boljka modelliert.

## Werke (Auswahl)

### Arbeiten im öffentlichen Raum
- Mahnmal für die Opfer des Nationalen Befreiungskampfes auf dem Zentralfriedhof Žale (1965, Architekt Fedja Košir)
- Denkmal für die Slowenischen Kriegsfreiwilligen 1912–1918 auf dem Platz Dvorni trg (1980, Architekt Nikolaj Bežek)[4]
- Büste von Rihard Jakopič vor der Jakopič-Galerie
- Relief von Alojz Gradnik in der Župančičeva-Straße
- Relief von Jožef Petkovšek auf dem Jožef-Petkovšek-Ufer
- Büffel vor dem Eingang des Zoos von Ljubljana (Bronze)[1]

### Münzen
- Neun Münzen des slowenischen Tolar, sie zeigen Tiere der slowenischen Fauna (1991 bis 2006)
- Bildseiten der acht slowenischen Euromünzen, mit Symbolen der slowenischen Geschichte und Kultur (seit 2007)

Münzen nach Entwürfen von Miljenko und Maja Licul
1 Cent, Storch
2 Cent, Fürstenstein
10 Cent, Entwurf für ein Parlamentsgebäude von Jože Plečnik
20 Cent, zwei Lipizzaner
1 Euro, Primož Trubar
2 Euro, France Prešeren

## Ausstellungen
Boljka hatte eine Reihe von Einzelausstellungen in Slowenien, Jugoslawien, ganz Europa und den USA. Seine letzte Ausstellung zu Lebzeiten fand im Mai und Juni 2012 in der Galerie des Prešeren-Preises in Kranj statt. Seine grafischen Arbeiten wurden mit anderen Grafiken der Ljubljana-Schule weltweit ausgestellt.

## Auszeichnungen
- Preis der Prešeren-Stiftung, für seine Leistungen im Grafikdesign (1966)
- Prešeren-Preis, für sein Lebenswerk (1988).[1]